# إليزابيث وايلد
إليزابيث وايلد (بالإنجليزية: Elizabeth Wilde)‏ هي منافسة ألعاب القوى أمريكية، ولدت في 18 أكتوبر 1913 في كانساس سيتي في الولايات المتحدة، وتوفيت في 29 أكتوبر 2005.

## وصلات خارجية
- إليزابيث وايلد على موقع أوليمبيديا (الإنجليزية)